# Jean-François de Troy
Jean-François de Troy (født 27. januar 1679 i Paris, død 26. januar 1752 i Rom) var en fransk maler og raderer.

## Virke
Han var søn og elev af François de Troy, der sendte ham til Rom for at studere (på en kgl. pension). Rig på studier og livsnydelser vendte han hjem 1706. Hans store kunstnerbegavelse med den lette og lykkelige hånd og de ikke alt for store krav til sig selv fik snart lejlighed til at udfolde sig rigt. 1708 blev han akademimedlem, 1719 professor og 1738 direktør for Det franske Akademi i Rom. Han påtog sig alle mulige emner (fra stillleben og frivole småscener til store historiske og religiøse værker) og løste opgaverne med ydre glans, smidig i foredraget, delikat i koloritten, der snart har Veronese'ske toner, snart (i portrætfaget) de Rigaud'ske, snart de Rubens'ske arrangementer.

## Værker
- Pan og Syrinx
- Frokost med østers
- Kærlighedserklæringen
- Portræt af Marquis de Marigny

### Historiemalerier
- Apollon og Diana angriber Niobe og hendes børn (1708, Musée Fabre)
- Jesus præsenteres i Templet (1710, Musée des beaux-arts de Rouen)
- Bacchus og Ariadne (ca. 1717, Gemäldegalerie)
- Kristi himmelfart (1721, Musée des beaux-arts de Rouen)
- Lot og hans døtre (1721, Eremitagemuseet)
- Pan og Syrinx (ca. 1722-24, J. Paul Getty Museum)
- Diana og hendes nymfer badende (ca. 1722-24, The J. Paul Getty Museum)
- Ariadne på Naxos (1725, Museée Fabre)
- Bacchus og Ariadne (1725, Musée des beaux-arts de Montpellier)
- Zephyr og Flora (ca. 1725-26, privateje)
- Susanna og de ældste (1727, Musée des beaux-arts de Rouen)
- Bathseba i badet (1727, Musée des beaux-arts d'Angers)
- Kristus foran Pilatus (1731, Louvre)
- Sankt Vincent de Paul ved Ludvig XIII's dødsleje (1731, Statens Museum for Kunst)
- Pan og Syrinx (1733)
- Allegori over Tiden, som afslører Sandheden (1733, National Gallery, London)
- Paris' dom (1734, privateje)
- Esters toilette (1737, Louvre, fra en større serie Esthers historie, behandlet ligesom senere fra 1748, Jasons historie, i en række kartoner til gobeliner. En kaminskærm efter Esthers kroning (ca. 1825) findes i Cooper-Hewitt, National Design Museum)
- Mordekais triumf (1739, Louvre)
- Le Dédain de Mardochée envers Aman (1740, Louvre)
- Jason tæmmer Aeëtes' tyre (1742-43, The Barber Institute of Fine Arts)
- Susanna og de ældste (1748, Fundacíon Luis A. Ferré, Ponce, Puerto Rico)
- Bathseba ved badet (1750, Philbrook Museum of Art)
- Udsmykning af Cathédrale Saint-Jean de Besançon (1750-51)

Udaterede:
- Bacchus og Ariadne (Musée des beaux-arts de Brest)
- Henrik IV og indvielsen af Helligåndsordenen (Louvre)
- Pesten i Marseille (Musée de Longchamps i Marseille)
- Dianas rast
- Diana forvandler Aktæon til en hjort, stukket af J. Ch. Le Vasseur
- Sabinerindernes rov (Musée Antoine Lécuyer de Saint-Quentin)
- Coriolanus foran Rom (Musée Antoine Lécuyer de Saint-Quentin)
- Kampen mellem lapither og kentaurer (Musée Bossuet de Meaux)
- Rinaldo og Armida ved brønden (Muzeum Kolekcji im. Jana Pawła II)
- Susanna og de ældste (Republikken Hvideruslands Nationale Kunstmuseum)
- Venus og Amor (Statens Museum for Kunst)

### Genremalerier
- Alarmen, eller den trofaste guvernante (1723, Victoria and Albert Museum)
- Oplæsning af Molière (ca. 1728)
- Kærlighedserklæringen (1731, Schloss Charlottenburg)
- Før ballet (1735, The J. Paul Getty Museum)
- Frokost med østers (1735, Musée Condé, Chantilly)
- Jagtmåltid (1737, Louvre, beregnet til spisesalen på Château de Fontainebleau)
- En hjorts død (ca. 1737, forsvundet, pendant til Jagtmåltid, udført som gobelin)
- "L'Amour conjugal". Ung kvinde med to duer. Allegori på den ægteskabelige kærlighed (1741, Statens Museum for Kunst, fra Frederiksberg Slot)
- Scene i en park (ca. 1750, Eremitagemuseet)

Udaterede:
- Frokostscene (Gemäldegalerie)

### Portrætter
- Louisa Maria Theresa Stuart (1700, privateje)
- Ukendt mandsperson, måske Nicolas Andry (1738)
- Abel-François Poisson de Vandières, marquis de Marigny (1750, Versailles)

Udaterede:
- Selvportræt (Musée des beaux-arts et d'archéologie de Châlons-en-Champagne)
- Claudine Guérin de Tencin, stukket af Robert de Launey, B. Roger og Dequevauville (bortkommet)
- Maria Anna Victoria af Bayern (udført posthumt, tilskrevet)